# Хамамацу (авіабаза)
Авіабаза Хамамацу (яп. 浜松基地, за Гепб. Hamamatsu-kichi) (ІКАО: RJNH)  — військовий аеродром Японських повітряних сил самооборони, розташований за 5,6 км на північ від міста Хамамацу, префектура Сідзуока, Японія.

## Історія
Авіабаза Хамамацу була заснована в 1925 році як база ВПС Імператорської армії Японії, де базувався нещодавно сформований 7-й авіаполк. У 1933 році тут була облаштована початкова льотна школа японської армійської авіації. Після Другої світової війни база використовувалася ВПС Сполучених Штатів як смуга аварійної посадки, а в 1952 році була повернута японському уряду для використання як навчальної льотної школи для Японських повітряних сил самооборони.
У 1954 році на базі було сформовано окремі школи льотної підготовки, технічного обслуговування літаків і зв'язку. У 1958 році вона була розділена на північний район, де розташовувалося 1-е повітряне крило і, з 1960 року, пілотажна ескадрилья «Блакитний Імпульс», і південний район, де розташовувалися адміністративні та навчальні приміщення.
У 1981 ескадрилья «Блакитний Імпульс» була переведена на авіабазу Мацусіма. В 1982 році було проведено прощальний виступ команди на Хамамацу, протягом якого сталася авіакатастрофа — літак врізався у будинок, внаслідок чого загинув пілот і десять людей на землі. 
У 1988 році перше повітряне крило перейшло з навчально-тренувальних літаків Lockheed T-33A на навчально-тренажерні літаки Kawasaki T-4. У 1989 північна та південна половини бази були возз'єднані в єдину адміністративну одиницю. З 1998 року на Хамамацу було розміщено японську ескадрилью літаків Boeing E-767 AWACS.
У 1999 році був заснований авіаційний музей Повітряних сил самооборони Японії (яп. 航空自衛隊浜松広報館, за Гепб. Hamamatsu Kōhōkan).  Тут представлені численні історичні літаки японських повітряних сил самооборони, а також відреставрований зразок A6M5 Zero часів Другої світової війни. 
У 2004 році під час святкування 50-річчя Японських повітряних сил самооборони авіабаза Хамамацу організувала виставу пілотажної групи Thunderbirds ВПС США.
З 2008 року на авіабазі Хамамацу дислокується ЗРК MIM-104 Patriot.

## Використання
Авіабаза Хамамацу зараз є штаб-квартирою командування польотної підготовки повітряних сил самооборони Японії. Тут базуються наступні підрозділи:
- 1-е повітряне крило
  - 31-ша навчальна ескадрилья (Kawasaki T-4)
  - 32-а навчальна ескадрилья (Kawasaki T-4)
- Повітряна група раннього попередження
  - 602-га ескадрилья (Boeing E-767)
- Крило базової повітряної підготовки
- Авіаційно-рятувальне відділення Хамамацу (U-125A, UH-60J)
- Зенітно-ракетна група Хамамацу
- Школа підготовки авіаційних офіцерів
- 1-а і 2-а технічні школи технікум
- Група повітряних засобів навчання
- Група управління повітряним рухом
- Група повітряної метеорологічної служби
- Група повітряної поліції Хамамацу